# 第75回ゴールデングローブ賞
第75回ゴールデングローブ賞（だい75かいゴールデングローブしょう）は2017年の映画とテレビ番組を対象としており、授賞式は2018年1月7日にカリフォルニア州ビバリーヒルズのビバリーヒルトン・ホテルで行われ、NBCが放送した。授賞式はディック・クラーク・プロダクションズがハリウッド外国人映画記者協会と共同でプロデュースする。司会はセス・マイヤーズが務めた。
ノミネーションは2017年12月11日に発表された。
セシル・B・デミル賞はオプラ・ウィンフリーに授与された。

## 受賞・ノミネート
以下がノミネートの一覧である。太字が受賞である。

### 映画
| 映画作品賞 | 映画作品賞 |
| ドラマ部門 | ミュージカル・コメディ部門 |
| --- | --- |
| - 『スリー・ビルボード』 - 『君の名前で僕を呼んで』 - 『ダンケルク』 - 『ペンタゴン・ペーパーズ/最高機密文書』 - 『シェイプ・オブ・ウォーター』 | - 『レディ・バード』 - 『ディザスター・アーティスト』 - 『ゲット・アウト』 - 『グレイテスト・ショーマン』 - 『アイ,トーニャ 史上最大のスキャンダル』 |
| 映画演技賞（ドラマ部門） | |
| 主演男優賞 | 主演女優賞 |
| - ゲイリー・オールドマン - 『ウィンストン・チャーチル/ヒトラーから世界を救った男』 - ティモシー・シャラメ - 『君の名前で僕を呼んで』 - ダニエル・デイ・ルイス - 『ファントム・スレッド』 - トム・ハンクス - 『ペンタゴン・ペーパーズ/最高機密文書』 - デンゼル・ワシントン - 『ローマンという名の男 -信念の行方-』 | - フランシス・マクドーマンド - 『スリー・ビルボード』 - ジェシカ・チャステイン - 『モリーズ・ゲーム』 - サリー・ホーキンス - 『シェイプ・オブ・ウォーター』 - メリル・ストリープ - 『ペンタゴン・ペーパーズ/最高機密文書』 - ミシェル・ウィリアムズ - 『ゲティ家の身代金』                         |
| 映画演技賞（ミュージカル・コメディ部門） | |
| 主演男優賞 | 主演女優賞 |
| - ジェームズ・フランコ - 『ディザスター・アーティスト』 - スティーヴ・カレル - 『バトル・オブ・ザ・セクシーズ』 - アンセル・エルゴート - 『ベイビー・ドライバー』 - ヒュー・ジャックマン - 『グレイテスト・ショーマン』 - ダニエル・カルーヤ - 『ゲット・アウト』                                                  | - シアーシャ・ローナン - 『レディ・バード』 - ジュディ・デンチ - 『ヴィクトリア女王 最期の秘密』 - ヘレン・ミレン - 『ロング, ロングバケーション』 - マーゴット・ロビー - 『アイ,トーニャ 史上最大のスキャンダル』 - エマ・ストーン - 『バトル・オブ・ザ・セクシーズ』                             |
| 助演男優賞 | 助演女優賞 |
| - サム・ロックウェル - 『スリー・ビルボード』 - ウィレム・デフォー - 『フロリダ・プロジェクト 真夏の魔法』 - アーミー・ハマー - 『君の名前で僕を呼んで』 - リチャード・ジェンキンス - 『シェイプ・オブ・ウォーター』 - クリストファー・プラマー - 『ゲティ家の身代金』                                             | - アリソン・ジャニー - 『アイ,トーニャ 史上最大のスキャンダル』 - メアリー・J・ブライジ - 『マッドバウンド 哀しき友情』 - ホン・チャウ - 『ダウンサイズ』 - ローリー・メトカーフ - 『レディ・バード』 - オクタヴィア・スペンサー - 『シェイプ・オブ・ウォーター』                                  |
| 監督賞 | 脚本賞 |
| - ギレルモ・デル・トロ - 『シェイプ・オブ・ウォーター』 - マーティン・マクドナー - 『スリー・ビルボード』 - クリストファー・ノーラン - 『ダンケルク』 - リドリー・スコット - 『ゲティ家の身代金』 - スティーブン・スピルバーグ - 『ペンタゴン・ペーパーズ/最高機密文書』                                           | - マーティン・マクドナー - 『スリー・ビルボード』 - ギレルモ・デル・トロ、ヴァネッサ・テイラー - 『シェイプ・オブ・ウォーター』 - グレタ・ガーウィグ - 『レディ・バード』 - リズ・ハンナ、ジョシュ・シンガー - 『ペンタゴン・ペーパーズ/最高機密文書』 - アーロン・ソーキン - 『モリーズ・ゲーム』 |
| 作曲賞 | 主題歌賞 |
| - アレクサンドル・デスプラ - 『シェイプ・オブ・ウォーター』 - カーター・バーウェル - 『スリー・ビルボード』 - ジョニー・グリーンウッド - 『ファントム・スレッド』 - ジョン・ウィリアムズ - 『ペンタゴン・ペーパーズ/最高機密文書』 - ハンス・ジマー - 『ダンケルク』                                               | - 「ディス・イズ・ミー」 - 『グレイテスト・ショーマン』 - "Home" - 『フェルディナンド』 - "Mighty River" - 『マッドバウンド 哀しき友情』 - "Remember Me" - 『リメンバー・ミー』 - "The Star" - 『ザ・スター はじめてのクリスマス』                                                                 |
| アニメ映画賞 | 外国語映画賞 |
| - 『リメンバー・ミー』 - 『ボス・ベイビー』 - 『生きのびるために』 - 『フェルディナンド』 - 『ゴッホ 最期の手紙』 | - 『女は二度決断する』 - 『ナチュラルウーマン』 - 『最初に父が殺された』 - 『ラブレス』 - 『ザ・スクエア 思いやりの聖域』 |

### テレビ
| テレビシリーズ賞 | テレビシリーズ賞 |
| ドラマ部門 | ミュージカル・コメディ部門 |
| --- | --- |
| - 『ハンドメイズ・テイル/侍女の物語』 - 『ザ・クラウン』 - 『ゲーム・オブ・スローンズ』 - 『ストレンジャー・シングス 未知の世界』 - 『THIS IS US』 | - 『マーベラス・ミセス・メイゼル』 - 『ブラッキッシュ』 - 『マスター・オブ・ゼロ』 - 『SMILF』 - 『ふたりは友達? ウィル&グレイス』 |
| テレビシリーズ演技賞（ドラマ部門） | |
| 主演男優賞 | 主演女優賞 |
| - スターリング・K・ブラウン - 『THIS IS US』 - ジェイソン・ベイトマン - 『オザークへようこそ』 - フレディ・ハイモア - 『The Good Doctors』 - ボブ・オデンカーク - 『ベター・コール・ソウル』 - リーヴ・シュレイバー - 『レイ・ドノヴァン ザ・フィクサー』                                                                            | - エリザベス・モス - 『ハンドメイズ・テイル/侍女の物語』 - カトリーナ・バルフ - 『アウトランダー』 - クレア・フォイ - 『ザ・クラウン』 - マギー・ギレンホール - 『The Deuce』 - キャサリン・ラングフォード - 『13の理由』 |
| テレビシリーズ演技賞（ミュージカル・コメディ部門） | |
| 主演男優賞 | 主演女優賞 |
| - アジズ・アンサリ - 『マスター・オブ・ゼロ』 - アンソニー・アンダーソン - 『ブラッキッシュ』 - ケヴィン・ベーコン - 『アイ・ラブ・ディック』 - ウィリアム・H・メイシー - 『シェイムレス 俺たちに恥はない』 - エリック・マコーマック - 『ふたりは友達? ウィル&グレイス』                                                             | - レイチェル・ブロズナハン - 『マーベラス・ミセス・メイゼル』 - パメラ・アドロン - 『Better Things』 - アリソン・ブリー - 『GLOW: ゴージャス・レディ・オブ・レスリング』 - イッサ・レイ - 『インセキュア』 - フランキー・ショウ - 『SMILF』                                                                                                  |
| ミニシリーズ・テレビ映画演技賞 | |
| 主演男優賞 | 主演女優賞 |
| - ユアン・マクレガー - 『FARGO/ファーゴ』 - ロバート・デ・ニーロ - 『嘘の天才〜史上最大の金融詐欺〜』 - ジュード・ロウ - 『ピウス13世 美しき異端児』 - カイル・マクラクラン - 『ツイン・ピークス The Return』 - ジェフリー・ラッシュ - 『ジーニアス: 世紀の天才 アインシュタイン』                                                   | - ニコール・キッドマン - 『ビッグ・リトル・ライズ〜セレブママたちの憂うつ〜』 - ジェシカ・ビール - 『The Sinner -記憶を埋める女-』 - ジェシカ・ラング - 『フュード/確執 ベティ vs ジョーン』 - スーザン・サランドン - 『フュード/確執 ベティ vs ジョーン』 - リース・ウィザースプーン - 『ビッグ・リトル・ライズ〜セレブママたちの憂うつ〜』 |
| 助演賞 | |
| 助演男優賞 | 助演女優賞 |
| - アレクサンダー・スカルスガルド - 『ビッグ・リトル・ライズ〜セレブママたちの憂うつ〜』 - デヴィッド・ハーバー - 『ストレンジャー・シングス 未知の世界』 - アルフレッド・モリーナ - 『フュード/確執 ベティ vs ジョーン』 - クリスチャン・スレイター - 『MR. ROBOT/ミスター・ロボット』 - デヴィッド・シューリス - 『FARGO/ファーゴ』 | - ローラ・ダーン - 『ビッグ・リトル・ライズ〜セレブママたちの憂うつ〜』 - アン・ダウド - 『ハンドメイズ・テイル/侍女の物語』 - クリッシー・メッツ - 『THIS IS US』 - ミシェル・ファイファー - 『嘘の天才〜史上最大の金融詐欺〜』 - シャイリーン・ウッドリー - 『ビッグ・リトル・ライズ〜セレブママたちの憂うつ〜』                           |
| ミニシリーズ・テレビ映画賞 | |
| - 『ビッグ・リトル・ライズ〜セレブママたちの憂うつ〜』 - 『FARGO/ファーゴ』 - 『フュード/確執 ベティ vs ジョーン』 - 『The Sinner -記憶を埋める女-』 - 『トップ・オブ・ザ・レイク〜チャイナガール』 | |

## 授賞式
プレショーイベント中に "Best Podcast" 賞が発表され、YouTubeでライブストリーミングされた。#MeTooとTime's Up運動を支持し、ほぼ全聴衆が黒を身に付けた。受賞スピーチの多くとオプラ・ウィンフリーのスピーチは、これまで黙殺されてきたセクハラや性差別、虐待などを原因を具体的に述べた。